# З ким поведешся
З ким поведешся - український серіал 2021 року від каналу 1+1 .

## Сюжет
Історія розповідає про долю Марини - інтелігентної та чутливої жінки. У неї є затишна квартира, успішний банкір-чоловік, якому вона присвятила себе, відмовившись від друзів і кар'єри. Однак, одного дня чоловік шокує Марину, висловивши бажання розлучитись. Жінці складно звикати до самотності. Потім Марина змушена тимчасово прийняти у свій будинок Галину, яку вона навіть не знає, після того, як вона випадково на неї наїхала машиною. Жінки дуже різні і майже незнайомі одна одній, але Галина вже скоро почне намагатися допомогти Марині знайти нове щастя. У своєму пошуку жіночого щастя Галина та Марина зустрінуться з різними людьми, відповідальними та дуже дивними прихильниками, зіткнуться з підступними ворогами та спробують вирішити свої внутрішні проблеми. 

## У ролях
- Лілія Ребрик[3],
- Олександр Давидов ,
- Ольга Кияшко,
- Юлія Буйновська,
- Сергій Басок,
- Андрій Фединчик,
- Дмитро Гаврилов,
- Лі Берлінська,
- Єгор Козлов,
- Наталія Денисенко,
- Олексій Череватенко,
- В'ячеслав Дудко,
- Юрій Лагута,
- Інна Приходько